# CC Andromedae
Désignations
CC Andromedae (en abrégé CC And) est une étoile variable de la constellation d'Andromède. Il s'agit d'une étoile variable de type Delta Scuti, avec une magnitude apparente qui varie de 9,19 à 9,46, sur une période de 3 heures.

## Variabilité
Elle a été découverte accidentellement par Olin Eggen le 22 octobre 1952, lorsqu'il a tenté de l'utiliser comme étoile de comparaison pour mesurer la luminosité et les couleurs des étoiles de la galaxie d'Andromède, qui se trouve à environ un degré de CC Andromedae.
Le type spectral de CC Andromedae est de F3IV-V, car elle présente des caractéristiques intermédiaires entre une étoile sous-géante et une étoile de la séquence principale. Les variations de luminosité sont le résultat de 7 modes de pulsation différents, dont la plupart ne sont pas radiaux ce qui en fait également une étoile variable de type Gamma Doradus suspectée.